# Youssef Ait Boulahri
Youssef Ait Boulahri – marokański zapaśnik walczący w stylu wolnym. Srebrny medalista mistrzostw Afryki w 2022 roku.